# Đại học quốc gia
Một đại học quốc gia hay viện đại học quốc gia, trường đại học quốc gia nói chung là một đại học hoặc quản lý tạo ra bởi một chính phủ, nhưng mà có thể đồng thời cùng hoạt động độc lập mà không có kiểm soát trực tiếp của nhà nước.
Một số đại học quốc gia có liên quan với khát vọng văn hóa hay chính trị quốc gia. Ví dụ, Đại học Quốc gia Ireland trong những ngày đầu độc lập Ireland thu thập một lượng thông tin lớn về ngôn ngữ và văn hóa Ireland. Tại Argentina, các đại học quốc gia là kết quả của năm 1918 cải cách đại học Argentina và cải cách tiếp theo, được dùng để cung cấp một hệ thống các trường đại học thế tục mà không ảnh hưởng trực tiếp văn phòng của chính phủ hoặc do ban cho quyền tự trị về tổ chức.